# Немо, Саша
Саша Немо (настоящее имя Алекса́ндр Я́ковлевич Ефи́мик, белор. Алякса́ндр Я́каўлевіч Яфíмік) — белорусский певец, композитор, аранжировщик.

## Биография
Александр Ефимик родился в городе Слоним (Беларусь). Отец — Ефимик Яков Игнатьевич, строитель, мать — Ефимик Елена Николаевна. В 14 лет начал играть в вокально-инструментальном ансамбле, где сначала был барабанщиком, а позже стал вокалистом. В школьные годы занимался вокалом с профессиональным педагогом, благодаря которому, по словам артиста, поверил в себя и свой талант. Был капитаном школьной команды КВН.
В 1998 году поступил в Гродненский колледж искусств на отделение эстрадного вокала. В 1999 году стал финалистом конкурса «Зорная ростань» (Беларусь), где одним из членов жюри был Михаил Финберг. После конкурса молодой артист получил предложение от мэтра стать солистом-вокалистом Национального концертного оркестра Республики Беларусь. На протяжении трёх лет певец совмещал работу в оркестре с учёбой, поэтому по нескольку раз в неделю ездил из Гродно в Минск и обратно.
В 2002 году артист окончательно переезжает в Минск, где, помимо работы в оркестре, начинает пробовать себя в качестве композитора и аранжировщика, активно пишет музыку для белорусского телевидения и артистов эстрады.
В 2004 году начинает сотрудничать с продюсером Максимом Алейниковым. Артист записывает новые композиции, которые сразу активно ротируются на радио. У певца Александра Ефимика появляется новое сценическое имя — Саша Немо, с которым он выступает до настоящего времени. Первое выступление в новом качестве состоялось в 2004 году в минском клубе «Night Star». В 2005 году выходит дебютный альбом Саши Немо «100 поцелуев». Певец проводит первую в своей творческой биографии автограф-сессию и встречу с поклонниками.
В 2006 году Саша Немо прекращает сотрудничество с Максимом Алейниковым, а в 2009 — самостоятельно выпускает второй альбом «Танцуй за MONEY». В 2010 году артист проводит гастрольный тур по городам Беларуси «Люблю и жду».
В 2011 году Саша Немо презентует новый альбом «Парни из провинции», который полностью создал сам (музыка, тексты песен, аранжировка, вокал). В поддержку нового альбома артист дает концерты в Беларуси и в странах ближнего зарубежья (Россия, Украина).
В конце февраля 2011 года певец прекращает работу в Национальном академическом концертном оркестре Республики Беларусь и активно занимается сольной карьерой. По словам артиста, решение не было спонтанным — появились сольные концерты в разных городах Беларуси и концертный график стал очень плотным, поэтому певцу не хотелось подводить Михаила Яковлевича Финберга: «…Я уже начал мешать оркестру, потому что очень часто приходилось отпрашиваться, очень часто приходилось, может, мне и не стоит этого говорить, иногда подводить коллектив, потому что мое творчество для меня становилось приоритетнее. Мы по обоюдному согласию просто разошлись. Но я не считаю себя бывшим солистом Национального концертного оркестра, я считаю себя воспитанником или выпускником этого коллектива».
В августе 2011 года Саша Немо представляет Беларусь на международном конкурсе «Песни моря» в Севастополе, где занимает 2-е место. Сентябрь 2012 — артист становится обладателем первой премии Международного Телевизионного конкурса эстрадных исполнителей «Восточный базар — 2012» в Ялте.
С 23 октября по 16 ноября 2013 года Саша Немо провел тур по городам Беларуси. За этот период артист дал 35 концертов и установил рекорд Евразии в номинации «Самый продолжительный непрерывный гастрольный тур».
Как композитор и аранжировщик сотрудничает с такими белорусскими артистами как Лариса Грибалёва, Ядвига Поплавская и Александр Тиханович, Наталья Тамело, Прима-Вера, группа «Топлесс», Галина Шишкова, Гюнешь, Нина Богданова. Саша НЕМО является автором аранжировки песни «Мы вместе», с которой Ксения Ситник, участница от Беларуси, победила в конкурсе «Детское Евровидение-2005».
Саша Немо — активный участник таких телевизионных проектов как «Дороги и песни далёкой войны» (ОНТ), «Серебряный граммофон» (ОНТ), «Песня года Беларуси» (ОНТ), Славянский базар (Беларусь-1), «Новый год — семейный праздник» (РТР-Беларусь), «Звёздные танцы. Мужской сезон»(Беларусь-1), «Битва городов» (ОНТ), «Звёздный ринг» (СТВ).
В 2015 году, как человек знающий, через что нужно пройти, для того, чтобы тебя заметили и оценили, поддерживая «Год Молодежи», Саша дает шанс показать себя каждому желающему и поучаствовать в новый гастрольном туре Саши Немо «Это моя жизнь!» .
В 2017 году артист выпускает шестую пластинку под названием «Стерео-типы».
9 февраля 2017 года по мнению Министерства культуры Республики Беларусь Саша НЕМО признан лучшим исполнителем Беларуси 2016 года в Республиканском конкурсе "Национальная музыкальная премия в области популярной музыки «Лира».

## Личная жизнь
Бывшая Жена — Светлана Ефимик .
Дочь — Анна (род. 2005).
Дочь — Мария (род. 2012).

## Дискография
- 2005 — «Сто поцелуев»[2]
- 2009 — «Танцуй за MONEY»[2]
- 2011 — «Парни из провинции»[2]
- 2012 — «Что ещё надо…»
- 2013 — «Я сюда ещё вернусь»[19].
- 2017 — «Стерео-типы»

## Хиты
- «Милая»;
- «Изумруды глаз»;
- «Парни из провинции»;
- «Магистраль»;
- «Я сюда ещё вернусь»

## Клипы
- 2010 — «Милая»[20];
- 2011 — «Парни из провинции»[21];
- 2012 — «Магистраль»[22];
- 2013 — «Я сюда ещё вернусь»[23];
- 2015 — «Я люблю Беларусь»  Архивная копия от 25 апреля 2016 на Wayback Machine
- 2017 — «Дуешь губы» Архивная копия от 9 февраля 2017 на Wayback Machine

## Признание и награды
- 2010 — «Музыкальная премия СТВ», обладатель премии в номинации «Лучший поп-исполнитель года»[24]
- 2011 — «Национальная музыкальная премия в области эстрадного искусства», специальный приз в номинации «Лучшая аранжировка»[25][26]
- 2012 — "Ивент премия «Красная морковь 2012», победитель в номинации «Лучший певец»[27]
- 2012 — «Национальная музыкальная премия в области эстрадного искусства», «Лучший поп-исполнитель (коллектив)»[28][29]
- 2013 — Рекордсмен книги «Рекорды России и СНГ» — «Самый продолжительный непрерывный гастрольный тур»[30]
- 2016 — "Республиканский конкурс «Национальная музыкальная премия в области популярной музыки „Лира“, лучший исполнитель Беларуси 2016 года»[31][32]